# Ng (Familienname)
Ng ist der Familienname folgender Personen:

## Namensträger
- Andrew Ng (* 1976), chinesisch-amerikanischer Informatiker
- Arabella Ng (* 2001), Skirennläuferin aus Hongkong.
- Billy Ng (* 1940), Badmintonspieler aus Malaysia
- Carrie Ng (* 1963), chinesische Schauspielerin
- Celeste Ng (* 1980), US-amerikanische Schriftstellerin
- Charles Ng (Serienmörder) (* 1960), chinesisch-US-amerikanischer Serienmörder
- Charles Ng (Rennfahrer) (* 1984), hongkong-chinesischer Autorennfahrer
- Craig Ng (* 1962), US-amerikanischer Schauspieler und Synchronsprecher
- Derrick Ng (* 1987), Badmintonspieler aus Kanada
- Marylen Ng Poau Leng (* 1987), Badmintonspielerin aus Malaysia
- Elise Ng (* 1981), Squashspielerin aus Hongkong
- Emil Man Lun Ng (* 1946), chinesischer Sexualwissenschaftler
- Evelyn Ng (* 1975), kanadische Pokerspielerin
- Fenella Ng (* 1968), Schwimmerin aus Hongkong
- George Ng, Geburtsname von George Young (Schauspieler) (* 1980), britischer Schauspieler
- Irene Ng (* 1974), US-amerikanische Schauspielerin
- Joe Ng (* 1963), kanadischer Tischtennisspieler
- Joo Ngan Ng (* 1947), malaysischer Radrennfahrer
- Joo Pong Ng (* 1946), malaysischer Radrennfahrer
- Jonathon Ng (* 1996), irischer Produzent, Sänger und Songwriter, siehe Eden (Musiker)
- Josiah Ng (* 1980), malaysischer Radsportler
- Mary Ng (* 1969), kanadische Politikerin
- Michelle Ng (Schauspielerin) (* 1987), chinesische Schauspielerin, Fernsehmoderatorin und Model
- Michelle Ng (Politikerin) (* 1990), malaysische Politikerin
- Nigel Ng (* 1991), chinesisch-malaysischer Komiker und Webvideoproduzent
- Richard Ng (Schauspieler) (1939–2023), chinesischer Schauspieler
- Richard Ng (Bischof) (* 1966), malaysischer Geistlicher, Bischof von Miri
- Richard Ng (Kampfsportler), philippinischer Kampfsportler
- Robert Ng (* 1952), chinesischer Unternehmer
- Roland Ng (* 1931), Badmintonspieler aus Malaysia
- Roland Ng San Tiong, singapurischer Diplomat und Unternehmer
- Ron Ng Cheuk Hai (* 1979), chinesischer Schauspieler und Sänger
- Serena Ng (* 1959), kanadisch-amerikanische Wirtschaftswissenschaftlerin
- Sylvia Ng (* 1949), Badmintonspielerin aus Malaysia
- Taylor Ng (* 1995), US-amerikanische Tennisspielerin
- Toby Ng (* 1985), Badmintonspieler aus Kanada
- Yew-Kwang Ng (* 1942), Ökonom
- Yan Yee Ng (* 1993), malaysische Wasserspringerin
- Yong Li Ng (* 1985), malaysischer Radrennfahrer
- Ng Boon Bee (1937–2022), Badmintonspieler aus Malaysia
- Ng Ching (* 1977), Badmintonspielerin aus Hongkong
- Ng Chiu Kok (* 1975), Fußballschiedsrichter aus Hongkong
- Ng Chun Ching (* 1940), Badmintonspieler aus Hongkong, siehe Wu Junsheng
- Ng Eng Hen (* 1958), Politiker in Singapur
- Ng Heok Hee (* 19??), singapurischer Fischereibiologe
- Ng Hin Wan (* 1958), Kanute aus Hongkong
- Ng Hong Chiok (* 1949), chinesischer Schriftsteller, Übersetzer und Hochschullehrer
- Ng Hui Ern (* 1991), Badmintonspielerin aus Malaysia
- Ng Hui Lin (* 1989), Badmintonspielerin aus Malaysia
- Ng Ka Fung (* 1992), hongkong-chinesischer Sprinter
- Ng Ka Long (* 1994), Badmintonspieler aus Hongkong
- Ng Kai Lam (* 1971), Hongkonger Fußballschiedsrichter
- Ng Kean Kok (* um 1980), Badmintonspieler aus Malaysia
- Ng Kin Veng (* 1968), macauischer Autorennfahrer
- Ng Kwan-yau (* 1997), hongkong-chinesischeTennisspielerin
- Ng Man-ying (* 1996), chinesische Tennisspielerin (Hongkong)
- Ng Mee Fen (* 1982), Badmintonspielerin aus Malaysia
- Ng Mei Ling (* um 1940), Badmintonspielerin aus Malaysia
- Ng Moon Hing (* 1955), malaysischer Bischof
- Ng On Yee (* 1990), chinesische Snookerspielerin
- Ng Pak Kum (* 1968), Badmintonspieler aus Hongkong
- Ng Pak Nam (* 1998), hongkong-chinesischer Tischtennisspieler
- Ng Teng Fong (1928–2010), singapurisch-chinesischer Unternehmer
- Ng Tat Wai (* 1947), Badmintonspieler aus Malaysia
- Ng Tsuen Man (* 1948), Rennsportkanute aus Hongkong
- Ng Tsz Yau (* 1998), Hongkonger Badmintonspielerin
- Ng Tze Yong (* 2000), Badmintonspieler aus Malaysia
- Ng Wa-Keng (* 1999), Fußballspieler für Macau
- Ng Wa-Seng (* 1999), Fußballspieler für Macau
- Ng Wei (* 1981), Badmintonspieler aus Hongkong
- Ng Wing Nam (* 1992), hongkong-chinesische Tischtennisspielerin